# Derek Vaughan
Derek Vaughan (født 2. maj 1961) er siden 2009 britisk medlem af Europa-Parlamentet, valgt for Labour Party (indgår i parlamentsgruppen S&D).